# Port Colborne
Port Colborne é uma cidade localizada na província canadense de Ontário. A sua área é de 123,37 km², sua população é de 18 450 habitantes, e sua densidade populacional é de 149,6 hab/km² (segundo o censo canadense de 2001).